# 魏长安
魏长安（1938年3月—），男，山东临朐人，中华人民共和国军事人物，曾任江苏省军区政治委员，第九届全国人大代表。